# Головин, Татьяна
Татья́на Голови́н (фр. Tatiana Golovin, рус. Татьяна Григорьевна Головина; род. 25 января 1988, Москва) — французская теннисистка. Победительница одного турнира Большого шлема в миксте (Открытый чемпионат Франции-2004); победительница двух турниров WTA в одиночном разряде.

## Биография
Родители Татьяны переехали во Францию, когда ей было всего 8 месяцев. Её отец — Григорий — бывший хоккейный тренер; мать — Людмила; у Татьяны есть две старшие сестры Ольга и Оксана.
Её русская фамилия «Головина» во французском варианте звучит как «Головин». Родилась в Татьянин день, поэтому и была названа Татьяной.
С мая 2008 по 2012 год встречалась с французским футболистом Самиром Насри.
Татьяна состоит в отношениях с французским регбистом, игроком национальной сборной Уго Бонвалем. 9 июля 2015 года у них родилась первая дочь — Анастасия Бонваль. В 2020 году у пары стало трое детей.

## Спортивная карьера

### Начало карьеры (титул Большого шлема в миксте)
На юниорском этапе карьере Головин смогла достичь шестого места рейтинга среди девушек. В 2002 году она сыграла в полуфинале юниорского Открытого чемпионата США. На взрослых соревнованиях она дебютировала в мае 2002 года в возрасте 14-ти лет. Затем она дебютировала в основной сетке взрослого турнира серии Большого шлема, сыграв в парном разряде на Ролан Гаррос (в дуэте с Марион Бартоли). В марте 2003 года, получив уайлд-кард на турнир 1-й категории в Индиан-Уэлсе, Головин впервые сыграла в WTA-туре в основной сетке одиночного разряда. В первом матче такого уровня она обыграла Хиселу Дулко, а затем проиграла во втором. В мае она получила специальное приглашение уже в основную сетку Открытого чемпионата Франции, но выбыла в первом раунде.
С 2004 года, перестав выступать на юниорских соревнованиях, молодая французская теннисистка резко улучшила свои результаты. Получив уайлд-кард на Открытый чемпионат Австралии, Головин смогла пройти в четвёртый раунд. После этого на турнире в Париже она прошла в полуфинал, обыграв в 1/4 финала Елену Дементьеву. Этот результат позволил Головин войти в топ-100 мирового рейтинга, хотя сезон она начала в четвёртой сотне. В марте на турнире 1-й категории в Майами она смогла пройти в четвёртый раунд, переиграв таких соперниц как: Анабель Медина Гарригес, Динара Сафина и Елена Янкович.
На Открытом чемпионате Франции 2004 года Головин смогла вписать в себя в историю, выиграв свой единственный Большой шлем в карьере. В возрасте 16 лет она выиграла в миксте (в паре с 17-летним Ришаром Гаске). В финале они обыграли Кару и Уэйна Блэков со счётом 6-3, 6-4. В июне Головин сыграла первый финал в основном туре WTA. Произошло это на травяном турнире в Бирмингеме, в финале которого она проиграла Марии Шараповой — 6-4, 2-6, 1-6. После турнира она поднялась в топ-50 одиночного рейтинга. На дебютном Уимблдонском турнире она смогла выиграть три матча и пройти в четвёртый раунд, в котором проиграла Серене Уильямс. В июле она получила первый вызов в сборную Франции на матчи Кубка Федерации. Она с Мэри Пирс сыграла в решающей парной встрече четвертьфинала против Италии и смогла принести решающее очко своей команде за выход в полуфинал.
Хардовую часть сезона в США Головин начала с выхода в четвертьфинал турнира 1-й категории в Монреале. На дебютном взрослом Открытом чемпионате США она продвинулась до стадии третьего раунда. В концовке сезона Головин сыграла в финале Кубка Федерации. Сначала она поучаствовала в разгроме сборной Испании, выиграв два одиночных матча. Затем в игре против России она проиграла первый свой матч Анастасии Мыскиной, а во втором превзошла Светлану Кузнецову, но по итогу француженки уступили в решающей парной встрече и Кубок достался россиянкам. По итогам сезона Головин заняла высокое 27-е место рейтинга и получила награду WTA, как лучший «Новичок года».

### 2005—2006 (1/4 финала в США)
На старте сезона 2005 года Головин вышла в полуфинал на турнире в Голд-Косте. В следующий полуфинал она вышла в феврале на зальном турнире в Париже. На связке турниров первой категории в Индиан-Уэлсе и Майами в марте Татьяна доиграла до четвёртого раунда. Грунтовую часть сезона она начала в апреле с выхода в полуфинал в Чарлстоне и в первые поднялась в топ-20. На Ролан Гаррос она показала лучший результат для этого турнира, пройдя в третий раунд. В июне на турнире в Бирмингеме Головин в четвёртый раз в сезоне доиграла до 1/2 финала. На Открытом чемпионате США она доиграла до третьего раунда. Лучшими результатами осени для неё стали выход в полуфинал турнира в Сеуле, а также финал турнира в Токио, который Татьяна не смогла доиграть во втором сете и отдала титул Николь Вайдишовой.
На первом турнире в сезоне 2006 года в Голд-Косте Головин вышла в четвертьфинал. Затем она дважды проигрывала в первом раунде (в том числе и на Открытом чемпионате Австралии). В феврале на зальном турнире в Париже она смогла доиграть до полуфинала. В марте Татьяна добилась хорошего результата на турнире 1-й категории в Майами, сумев выйти в полуфинал. После этого Головин пропустила два месяца и вернулась к выступлениям в конце мая на Ролан Гаррос, где проиграла в первом раунде. Она также пропустила подготовительные турниры к Уимблдону, на котором выбыла во втором раунде. В июле Головин смогла выйти в полуфинал на харде в Станфорде. На Открытом чемпионате США в том сезоне французская теннисистка единственный раз в карьере смогла доиграть до 1/4 финала Большого шлема в одиночном разряде, в котором на двух тай-брейках уступила Марии Шараповой. В октябре на турнире 2-й категории в Штутгарте Головин удалось выйти в финал. Её соперницей в матче за титул стала россиянка Надежда Петрова, которой она проиграла со счётом 3-6, 6-7(4). По итогам 2006 года она заняла 22-е место рейтинга.

### 2007—2008 (попадание в топ-20, два титул WTA и завершение карьеры)

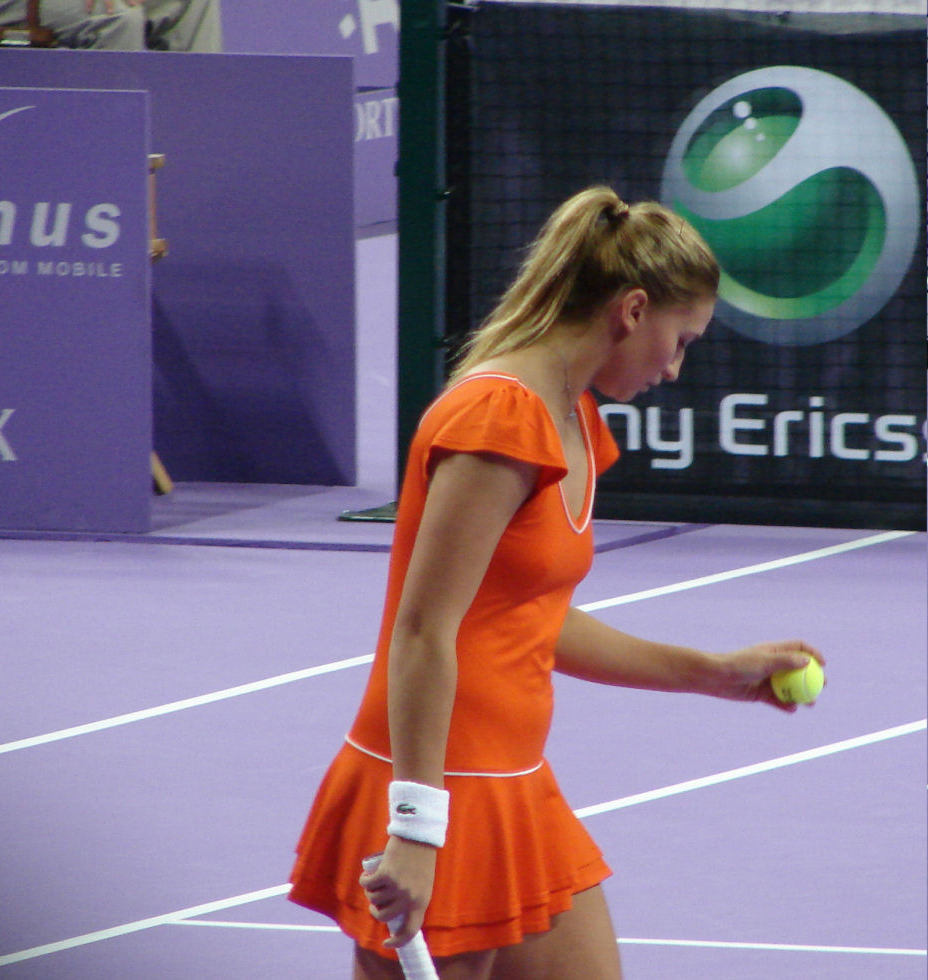
Головин во время подачи. 2007 год

2007 год оказался самым продуктивным в теннисной карьере Головин. На первом Большом шлеме сезона в Австралии она доиграла до третьего раунда. В феврале она вышла в 1/4 финала в Париже, а затем в 1/2 финала Антверпене. В марте на турнире в Индиан-Уэлсе Головин оформила выход в четвертьфинал. В апреле на грунтовом турнире 2-й категории в Амелия-Айленде ей наконец-то удалось выиграть первый одиночный титул в профессиональной карьере. В финале Татьяне противостояла Надежда Петрова, которую она обыграла со счётом 6-2, 6-1. На следующем турнире в Чарлстоне Головин вышла в 1/4 финала, а затем помогла разгромить в 1/4 финала Кубка Федерации против сборную Японии. Весной она вновь испытывала проблемы и пропустила более двух месяцев. Головин вернулась в июне на Уимблдонском турнире, где проиграла во втором раунде.
В июле 2007 года она сыграла в полуфинале Кубка Федерации против Италии, в котором выиграла один матч и один проиграла. По итоге француженки не смогли выйти в финал, уступив с общим счётом 2-3. В августе на турнире 1-й категории в Торонто Головин удалось выйти в полуфинал после победы над Светланой Кузнецовой. Осенью французская теннисистка смогла набрать неплохую форму. После вылета в первом раунде Большого шлема в США она выиграла второй титул в одиночках в карьере на небольшом турнире в Портороже, в финале обыграв местную теннисистку Катарину Среботник — 2-6, 6-4, 6-4. На первой неделе октября Головин сыграла на турнире в Штутгарте, где второй год подряд вышла в финал. В полуфинале она обыграла вторую ракетку мира Светлану Кузнецову (6-2, 6-4), а в финале не смогла одолеть первую в мире Жюстин Энен (6-2, 2-6, 1-6). Головин и Энен вновь встретились в финале через две недели на турнире Цюрихе. На пути к нему Татьяна смогла переиграть Марию Кириленко, Ану Иванович, Марион Бартоли и Франческу Скьявоне. В единственном своём финале 1-й категории Головин снова проиграла Энен — 4-6, 4-6. Хорошие результаты в конце сезона позволили ей подняться на 13-ю строчку рейтинга.
В феврале 2008 года Головин поднялась на самую высокую для себя позицию в одиночном рейтинге, заняв 12-е место. В сезоне она сыграла только на пяти турнирах и была вынуждена позже завершить карьеру из-за хронических проблем со спиной. Перспективная карьера Головин завершилась уже в возрасте 20 лет.
В 2019 году Головин в возрасте 31 года ненадолго вернулась в тур, выступив 12 октября на турнире в Люксембурге, где она проиграла в первом раунде Кайе Юван — 1:6 3:6. Позднее она сыграла на 80-тысячнике из цикла ITF в Пуатье, но также проиграла в стартовом матче.

## Итоговое место в рейтинге WTA по годам
| Год  | Одиночный рейтинг | Парный рейтинг |
| 2008 | 251               |                |
| 2007 | 13                | 126            |
| 2006 | 22                | 124            |
| 2005 | 24                | 278            |
| 2004 | 27                | 120            |
| 2003 | 345               | 788            |
| 2002 | 375               | 392            |

## Выступления на турнирах

### Финалы турнировWTAв одиночном разряде (7)

#### Победы (2)
| Легенда:                      |
| ----------------------------- |
| Турниры Большого шлема (0+1)* |
| Олимпиада (0)                 |
| Итоговый турнир WTA (0)       |
| 1-я категория (0)             |
| 2-я категория (1)             |
| 3-я категория (0)             |
| 4-я категория (1)             |
| 5-я категория (0)             |

| Титулы по покрытиям | Титулы по месту проведения матчей турнира |
| ------------------- | ----------------------------------------- |
| Хард (1)*           | Зал (0)                                   |
| Грунт (1+1)         | Зал (0)                                   |
| Трава (0)           | Открытый воздух (2+1)                     |
| Ковёр (0)           | Открытый воздух (2+1)                     |

* количество побед в одиночном разряде + количество побед в миксте.
| №  | Дата             | Турнир             | Покрытие | Соперник в финале  | Счёт        |
| 1. | 8 апреля 2007    | Амелия-Айленд, США | Грунт    | Надежда Петрова    | 6-2 6-1     |
| 2. | 23 сентября 2007 | Порторож, Словения | Хард     | Катарина Среботник | 2-6 6-4 6-4 |

#### Поражения (5)
| №  | Дата            | Турнир                    | Покрытие   | Соперник в финале | Счёт               |
| 1. | 13 июня 2004    | Бирмингем, Великобритания | Трава      | Мария Шарапова    | 6-4 2-6 1-6        |
| 2. | 9 октября 2005  | Токио, Япония             | Хард       | Николь Вайдишова  | 6-7(4) 2-3 — отказ |
| 3. | 8 октября 2006  | Штутгарт, Германия        | Хард (зал) | Надежда Петрова   | 3-6 6-7(4)         |
| 4. | 7 октября 2007  | Штутгарт, Германия (2)    | Хард (зал) | Жюстин Энен       | 6-2 2-6 1-6        |
| 5. | 21 октября 2007 | Цюрих, Швейцария          | Хард (зал) | Жюстин Энен       | 4-6 4-6            |

### Финалы турниров Большого шлема в смешанном парном разряде (1)

#### Победа (1)
| №  | Год  | Турнир                     | Покрытие | Партнёрша   | Соперники в финале  | Счёт    |
| 1. | 2004 | Открытый чемпионат Франции | Грунт    | Ришар Гаске | Кара Блэк Уэйн Блэк | 6-3 6-4 |

### Финалы командных турниров (1)

#### Поражение (1)
| №  | Год  | Турнир          | Команда                                     | Соперник в финале                          | Счёт в финале |
| -- | ---- | --------------- | ------------------------------------------- | ------------------------------------------ | ------------- |
| 1. | 2004 | Кубок Федерации | Франция М.Бартоли, Н.Деши, Т.Головин, Э.Луа | Россия В.Звонарёва, С.Кузнецова, А.Мыскина | 2-3           |

## История выступлений на турнирах
| Турнир                       | 2002  | 2003  | 2004  | 2005  | 2006  | 2007  | 2008  | Итог   | В/П за карьеру |
| ---------------------------- | ----- | ----- | ----- | ----- | ----- | ----- | ----- | ------ | -------------- |
| Турниры Большого шлема       |       |       |       |       |       |       |       |        |                |
| Открытый чемпионат Австралии | -     | -     | 4Р    | 2Р    | 1Р    | 3Р    | 2Р    | 0 / 5  | 7-5            |
| Открытый чемпионат Франции   | К     | 1Р    | 1Р    | 3Р    | 1Р    | -     | -     | 0 / 4  | 2-4            |
| Уимблдонский турнир          | -     | -     | 4Р    | 1Р    | 2Р    | 2Р    | -     | 0 / 4  | 5-4            |
| Открытый чемпионат США       | -     | -     | 3Р    | 3Р    | 1/4   | 1Р    | -     | 0 / 4  | 8-4            |
| Итог                         | 0 / 0 | 0 / 1 | 0 / 4 | 0 / 4 | 0 / 4 | 0 / 3 | 0 / 1 | 0 / 17 |                |
| В/П в сезоне                 | 0-0   | 0-1   | 8-4   | 5-4   | 5-4   | 3-3   | 1-1   |        | 22-17          |